# Lauren Price
Lauren Price (Newport, 25 de junho de 1994) é uma boxeadora britânica, campeã olímpica.

## Carreira
Price conquistou a medalha de ouro nos Jogos Olímpicos de Verão de 2020 em Tóquio como representante da Grã-Bretanha, após derrotar a chinesa Li Qian na categoria peso médio e consagrar-se campeã. Ela também jogou futebol por vários anos com o Cardiff City, vencendo a temporada inaugural da Welsh Premier Women's Football League em 2013. Ela se tornou quatro vezes campeã mundial e seis vezes campeã europeia no boxe e mais tarde competiu no taekwondo.